# 1963 Bezovec
1963 Bezovec è un asteroide della fascia principale del diametro medio di circa 44,67 km. Scoperto nel 1975, presenta un'orbita caratterizzata da un semiasse maggiore pari a 2,4212086 UA e da un'eccentricità di 0,2109416, inclinata di 25,05377° rispetto all'eclittica.